# 托氏裸尾鼠
托氏裸尾鼠（Uromys imperator），又稱皇帝鼠，是一種极危或可能滅絕的鼠類。牠們只曾在所羅門群島上出現。由于瓜达康纳尔岛尚未被完全探索，其可能仍有少量个体生存。